# De Strepen van Spits
De Strepen van Spits was een Nederlands radioprogramma dat door de KRO werd uitgezonden op Radio 2. Het programma was wekelijks te beluisteren op zaterdagmiddag tussen 14.00 en 16.00 uur. Het platenprogramma werd gepresenteerd door Frits Spits en Jaap Brienen stelde de programmering samen met Spits samen. Het radioprogramma begon in 2006.

## Het programma
Het radioprogramma behandelde elke week een zogenoemde Strepenmeester, een album dat door Spits voorzien is van strepen bij elke track. In de uitzending kwamen de tracks voorbij en na afloop kon de luisteraar zijn oordeel strepen. Zo kwam er een overzicht van albums die voorzien zijn van strepen van Spits en de luisteraar.
Op 29 september 2008 verscheen het boek Zestig Strepen, waarin Spits zestig liedjes beschrijft die mede bepalend zijn geweest voor zijn muzikale voorkeur.
Op 22 december 2012 werd het laatste programma in de reeks uitgezonden. Die laatste twee uur werden gevuld met de "Strepenartiesten" van 2012: Ilse DeLange met haar album Eye of the hurricane en Trijntje Oosterhuis met Wrecks we adore. Beide artiesten zongen ook live. Frits Spits gaf aan dat het programma stopte omdat hij het wat rustiger aan wilde doen. Het laatste nummer was Knocked out.